# Huseyn Arablinsky
 (janvier 2021).
Huseyn Arablinski (en azéri : Hüseyn Məmməd oğlu Ərəblinski Xələfov), né en 1881 à Bakou et mort le 5 mars 1919 dans la même ville, est un metteur en scène et acteur azerbaïdjanais.

## Biographie
Huseyn Arablinski est né en 1881 à Bakou, dans une famille de marins.
Malgré la mort de son père jeune, et les difficultés rencontrées à l'école, sa mère l’envoie à l'école des mollahs. Après plusieurs années, il est contraint d'arrêter ses études, faute de moyens financiers. Le professeur de l'école russo-tatare Habibbek Makhmudbekov tente de venir en aide aux enfants issus des milieux défavorisés. Durant cette période, Huseyn, intègre l’école russo-tatare, apprend le russe et se familiarise avec le théâtre.

## Vie professionnelle
Huseyn Khalafov fait ses débuts en 1897, dans le rôle du marié Kerim, dans la comédie de Mirza Fatali Akhoundov, Vizir of the Lenkoran Khanate, dirigée par Djangir Zeynalov. 
Il est invité à la société de théâtre Nidjat en tant que directeur principal. À partir de 1907, Huseyn Arablinski travaille comme directeur de théâtre, mais depuis 1905, il joue dans les premières troupes professionnelles azerbaïdjanaises en Russie, et fait une tournée en Iran. Arablinski est le premier acteur de cinéma azerbaïdjanais, avec un rôle dans le film Dans le royaume du pétrole et des millions (1916). 
Il est directeur du premier opéra azerbaïdjanais Leyli et Madjnun  et est considéré comme un pionnier du théâtre musical azerbaïdjanais, et le fondateur de l'art théâtral professionnel azerbaïdjanais.
Une de ses contributions a été d'utiliser les répertoires des théâtres russes et d'Europe occidentale. Il a favorisé la reconnaissance en Azerbaïdjan de Molière, de Schiller, de Shakespeare, de Heine et de Voltaire. Parmi ses rôles préférés, figurent les héros des pièces de théâtre russes, classiques et modernes, dont Khlestakov (dans Inspecteur), Nakhman (dans Juifs), Ahmadbey Shamkhal (dans Ghazavat) et Napoléon (dans 1812).
L'Occident, la Russie, l'Orient occupent une place importante dans le répertoire d'Arablinski.